# 科里奥利力

在慣性參考系統中（圖片上半部分），黑球沿著直線移動。然而，站在旋轉/非慣性參考系統中（圖片的下半部分）的觀察者（紅點）卻看見由於科里奧利力和離心力的存在，物體沿著彎曲的路徑移動。

科里奥利力（Coriolis force）是对旋转体系中进行运动的质点由于惯性相对于旋转体系产生偏移的现象的表述。其最典型的一种表现为地转偏向力。它属于慣性力。此現象得名於其發現者法國數學家、物理學家、气象学家暨工程师加斯帕尔-居斯塔夫·科里奥利。
例如，若把地球自转看成逆時針運轉，那么北半球因為慣性受到順時針地轉偏向力，会使北半球的風向右偏轉，偏南風逐步轉為西至西南風，偏北風則漸轉東至東北風；南半球則反之，風會因為南半球運轉，受到逆時針的偏向力向左偏轉，偏北風漸轉為西至西北風，而偏南風則逐步轉為東至東南風；而在赤道上，因為介於南北半球兩者之間，地轉偏向力則失效。
此現象主導地球的高壓區和低壓區（如熱帶氣旋）的空氣流向，北半球高壓區以順時針方向旋轉、低壓區逆時針旋轉；南半球則是反方向，高壓區逆時針旋轉，低壓區則是順時針。因为其效應只有在較大的時空尺度上才比較明顯，對於馬桶或水槽漩渦旋轉方向之類的小尺度、短時間過程的影響很不明顯。

## 概述

### 认识历史
科里奥利力是以牛顿力学为基础的。1835年，科里奥利提出，为了描述旋转体系的运动，需要在运动方程中引入一个假想的力，这就是科里奥利力。引入科里奥利力之后，人们可以像处理惯性参考系中的运动方程一样简单地处理旋转体系中的运动方程，大大简化了旋转体系的处理方式。由于人类生活的地球本身就是一个巨大的旋转体系，因而科里奥利力很快在流体运动领域取得了成功的应用。

### 物理學中
科里奧利力可以是虚拟的或真實存在的：
当一个质点相对于一个旋转参考系而言是静止的，那么，无论从这个旋转参考系来看，还是从惯性参考系来看，都不存在科里奥利力；然而，当质点相对于旋转参考系的运动速度方向与此旋转参考系的角速度方向不平行，就会产生科里奥利力。这时，又分成几种情况。
首先，当质点相对于旋转参考系做惯性运动时，从旋转参考系来看，不存在科氏力，但从惯性参考系来看，质点在做非惯性运动，必然是有外力的作用，此时，科里奥利力是真实存在的，施力者要么是旋转的物体，要么是别的，总之，这个科里奥利力是一个有实质性起源的力。
其次，当质点相对于惯性参考系做惯性运动时，从惯性参考系来看，不存在科里奥利力，但从旋转参考系来看，质点在做非惯性运动，此时，科里奥利力仅仅是質點相對於旋转参考系的運動而产生的现象，这时的科里奥利力是虚拟的。
科里奧利力的計算公式如下:
{\displaystyle {\vec {F_{c}}}=-2m({\vec {\omega }}\times {\vec {v}})}
式中{\displaystyle {\vec {F_{c}}}}為科里奧利力；m為質點的質量；{\displaystyle {\vec {v}}}為質點相对于旋转参考系的運動速度；{\displaystyle {\vec {\omega }}}為旋转参考系的角速度；{\displaystyle \times }表示叉积符號，科里奧利力的方向积照叉积规则确定。
可以推出，水平于地面方向运动分量的物体受力大小为：
{\displaystyle F=2\cdot mv\omega \sin \phi }
{\displaystyle m}为物体质量；{\displaystyle F}为地转偏向力的大小；{\displaystyle v}为物体的水平运动速度分量；{\displaystyle \omega }为地球自转的角速度；{\displaystyle \sin }是正弦函数；{\displaystyle \phi }为物件所处的纬度。受力方向北半球向物体运动的右侧，南半球向物体运动的左侧。

## 产生的影响

### 在地球科学领域
由于自转的存在，地球并非一个惯性系，而是一个转动参照系，因而地面上质点的运动会受到科里奥利力的影响。地球科学领域中的地转偏向力就是科里奥利力在沿地球表面方向的一个分力。地转偏向力有助于解释一些地理现象，在北半球运动的物体（如气流）有向右偏转的趋势，在南半球运动的物体则有向左偏转的趋势。因此，北半球的河流，流向的右侧因侵蝕較強而多峭壁，左侧则多平缓河岸。南半球反之。

#### 傅科摆

該圖显示傅科摆在南半球时运动的动画（注，此圖只是示意圖，對于真實擺，必須具5公尺以上才能觀察到目視可見的偏轉）

摆动可以看作一种往复的直线运动，在地球上的摆动会受到地球自转的影响。只要摆面方向与地球自转的角速度方向存在一定的夹角，摆面就会受到科里奥利力的影响，而产生一个与地球自转方向相反的扭矩，从而使得摆面发生转动。1851年法国物理学家莱昂·傅科预言了这种现象的存在，并且以实验证明了这种现象，他用一根长67公尺的钢丝绳和一枚27公斤的金属球组成一个单摆，在摆垂下镶嵌了一个指针，将这个巨大的单摆悬挂在教堂穹顶，实验证实了在北半球摆面会缓缓向右旋转。由于傅科首先提出并完成了这一实验，因而实验被命名为“傅科摆实验”。

#### 信風與季风
地球表面不同纬度的地区接受阳光照射的量不同，从而影响大气的流动，在地球表面沿纬度方向形成了一系列气压带。在这些气压带压力差的驱动下，空气会沿着经度方向发生移动，而这种沿经度方向的移动可以看作质点在旋转体系中的直线运动，会受到科里奥利力的影响发生偏转。由科里奥利力的计算公式不难看出，在北半球大气流动会向右偏转，南半球大气流动会向左偏转，在科里奥利力、大气压差和地表摩擦力的共同作用下，原本正南北向的大气流动变成东北－西南或东南－西北向的大气流动。
随着季节的变化，地球表面沿纬度方向的气压带会发生南北漂移，于是在一些地方的风向就会发生季节性的变化，即所谓季风。當然，這也必須牽涉到海陸比熱差異所導致氣壓的不同。
科里奥利力使得季风的方向发生一定的季節性偏移，因Trade在古英語中有週期性的含義，所以有著直譯出的貿易風，但與貿易並無關係。

#### 熱帶氣旋
熱帶氣旋的形成也受到科里奥利力的影响。驱动熱帶氣旋运动的原动力是一个低气压中心与周围大气的压力差，周围大气中的空气在压力差的驱动下向低气压中心定向移动，这种移动受到科里奥利力的影响而发生偏转，从而形成旋转的气流，这种旋转在北半球沿着逆时针方向而在南半球沿着顺时针方向，由于旋转的作用，低气压中心得以长时间保持。不過在赤道一帶，由於地轉偏向力不足，低氣壓無法強烈旋捲，因此在南北緯1度以內形成或活躍的熱帶氣旋極之罕見。

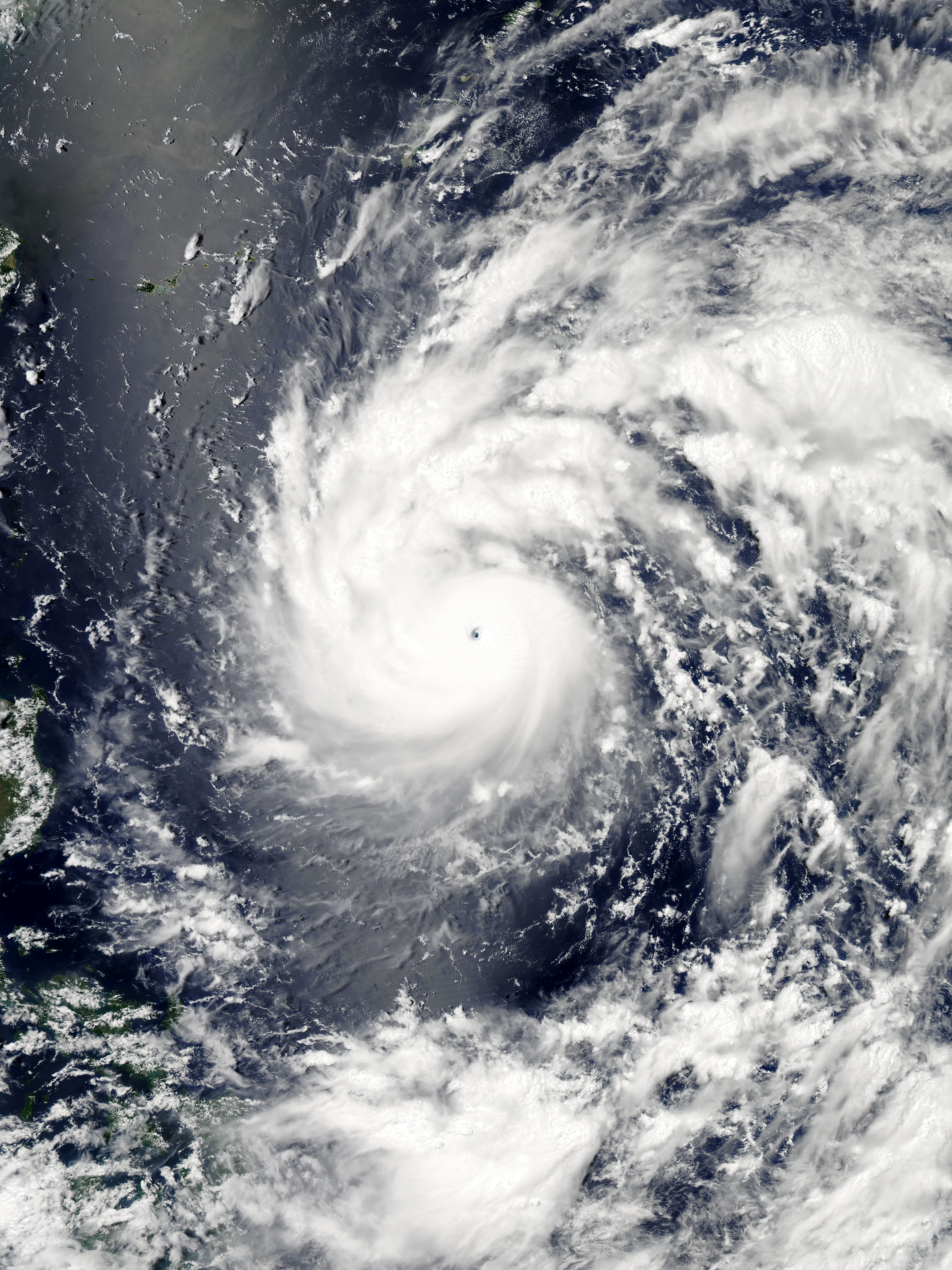
北半球的颱風尼伯特
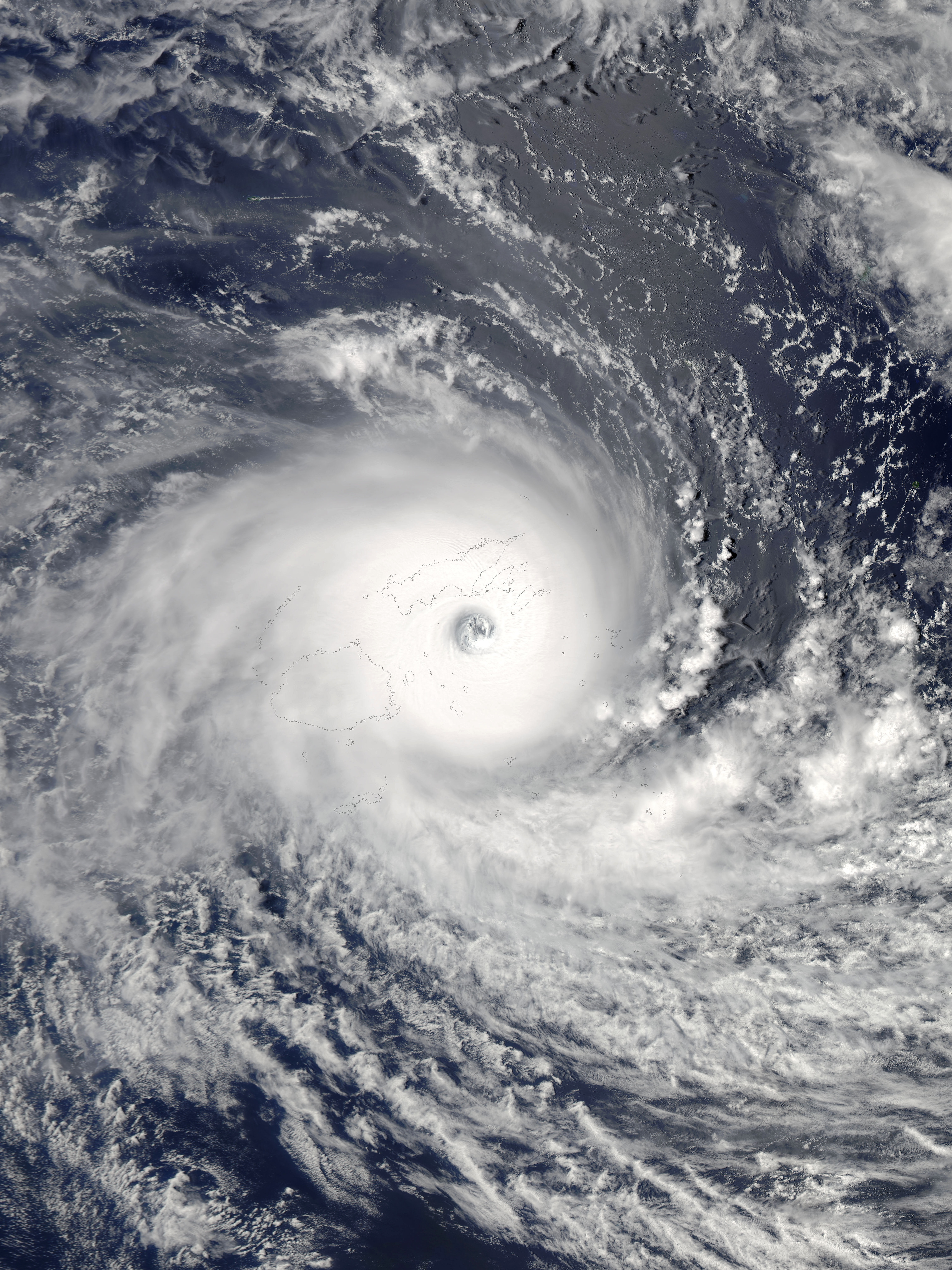
南半球的氣旋温斯頓

### 對長距離飛行物的影響
當長途飛機、洲際導彈等長途飛行的物體在規劃路線時，必須考慮科里奥利力的影響才能準確地到達目的地。